# NGC 2874
NGC 2874 je galaksija u zviježđu Lavu.

## Vanjske poveznice
- SEDS: NGC 2874